# Clastes freycineti
Clastes freycineti är en spindelart som beskrevs av Charles Athanase Walckenaer 1837. Clastes freycineti ingår i släktet Clastes och familjen jättekrabbspindlar. Inga underarter finns listade i Catalogue of Life.